# Pierre de Gargantua (Saint-Brevin-les-Pins)
Pour les articles homonymes, voir Pierre de Gargantua.
La Pierre de Gargantua, appelée aussi Roche des Prés, est un menhir situé sur la commune de Saint-Brevin-les-Pins, dans le département de la Loire-Atlantique.

## Protection
Le monument est classé au titre des monuments historiques en 1973.

## Description
C'est un petit menhir en granite. Il mesure 1,45 m de hauteur, pour une largeur moyenne de 1,45 m et une épaisseur de 0,30 à 0,40 m  dont la plus grande partie pourrait être enfoncée dans le sol marécageux.

## Folklore
Selon la légende Gargantua voulait construire un pont sur la Loire. Il entreposa des pierres près du rivage mais ne put les retirer du sol par la suite.